# Canegrate
Canegrate (/kaneˈɡrate/, Canegràa in dialetto legnanese) è un comune italiano di 12 697 abitanti della città metropolitana di Milano in Lombardia, distante circa 25 chilometri dal capoluogo.

## Geografia fisica

### Territorio
Canegrate è situata nel Legnanese, lungo il corso del fiume Olona, a sud delle Prealpi Varesine. Il suolo è principalmente composto da ciottoli, ghiaia, sabbia e argilla. Un tempo era coperto da un sottile strato di humus poco adatto alla crescita di boschi e successivamente alla coltivazione agricola, così da essere in gran parte groana. A causa della presenza di strati argillosi sedimentati in corrispondenza di antichi alvei dell'Olona, il terreno fatica ad assorbire l'acqua piovana.
Il territorio ha una superficie di 5 325 km² ed è distribuito su un suolo che ha un'altitudine compresa tra i 182 m ed i 196 m s.l.m.. Secondo la classificazione sismica la città è in zona 4 (sismicità irrilevante), come stabilito dall'ordinanza PCM n. 3274 del 20 marzo 2003.

### Clima
Secondo la classificazione climatica il centro abitato è situato in "zona E", 2617 GR/G.
Situata nell'alta pianura padana, Canegrate ha un clima di tipo continentale con inverni freddi con molte giornate di gelo con possibilità di nebbia. Le estati sono calde, umide e moderatamente piovose. Le temperature, in tale periodo, possono superare i 30 °C e l'umidità superare il 90%, causando quel fenomeno di caldo umido comunemente chiamato "afa". Le perturbazioni di stampo atlantico-mediterraneo o da quelle di origine artico-russa sono le principali cause delle precipitazioni atmosferiche. Canegrate, come del resto gran parte della Pianura Padana, soffre di scarsa ventilazione. L'umidità è invece sempre molto elevata per tutto l'anno. Ultimamente, le piogge stanno diventando via via meno frequenti, così come il fenomeno della nebbia.
Dal 1º gennaio 2009 presso la sede della Protezione Civile locale, sita a 197 m s.l.m., è operativa una piccola stazione meteorologica.
I dati provenienti dalla stazione meteorologica di Milano Malpensa indicano, in base alla media trentennale di riferimento (1961-1990) per l'Organizzazione Mondiale della Meteorologia, che la temperatura media del mese più freddo, gennaio, si attesta attorno a -4 °C; quella del mese più caldo, luglio, è appena sopra i +28 °C. Le precipitazioni medie annue sono superiori ai 1000 mm e presentano un picco primaverile ed autunnale, con un minimo relativo invernale.
| MILANO MALPENSA (1961-1990)      | Mesi         | Mesi         | Mesi         | Mesi        | Mesi        | Mesi        | Mesi        | Mesi        | Mesi        | Mesi        | Mesi         | Mesi         | Stagioni | Stagioni | Stagioni | Stagioni | Anno    |
| MILANO MALPENSA (1961-1990)      | Gen          | Feb          | Mar          | Apr         | Mag         | Giu         | Lug         | Ago         | Set         | Ott         | Nov          | Dic          | Inv      | Pri      | Est      | Aut      | Anno    |
| -------------------------------- | ------------ | ------------ | ------------ | ----------- | ----------- | ----------- | ----------- | ----------- | ----------- | ----------- | ------------ | ------------ | -------- | -------- | -------- | -------- | ------- |
| T. max. media (°C)               | 6,1          | 8,6          | 13,1         | 17,0        | 21,3        | 25,5        | 28,6        | 27,6        | 24,0        | 18,2        | 11,2         | 6,9          | 7,2      | 17,1     | 27,2     | 17,8     | 17,3    |
| T. min. media (°C)               | −4,4         | −2,5         | 0,4          | 4,3         | 9,0         | 12,6        | 15,3        | 14,8        | 11,5        | 6,4         | 0,7          | −3,6         | −3,5     | 4,6      | 14,2     | 6,2      | 5,4     |
| T. max. assoluta (°C)            | 21,0 (1982)  | 24,4 (1990)  | 25,4 (1990)  | 28,0 (1975) | 30,7 (1979) | 34,3 (1965) | 37,0 (1983) | 35,8 (1974) | 33,9 (1988) | 28,1 (1986) | 22,8 (1964)  | 21,1 (1967)  | 24,4     | 30,7     | 37,0     | 33,9     | 37,0    |
| T. min. assoluta (°C)            | −18,0 (1985) | −15,6 (1987) | −12,2 (1971) | −6,1 (1970) | −5,2 (1979) | 0,6 (1974)  | 4,7 (1974)  | 4,7 (1979)  | 0,5 (1976)  | −5,3 (1974) | −13,6 (1988) | −15,2 (1973) | −18,0    | −12,2    | 0,6      | −13,6    | −18,0   |
| Nuvolosità (okta al giorno)      | 4,8          | 4,6          | 4,4          | 4,7         | 4,9         | 4,4         | 3,6         | 3,9         | 3,8         | 4,1         | 4,9          | 4,6          | 4,7      | 4,7      | 4,0      | 4,3      | 4,4     |
| Precipitazioni (mm)              | 67,5         | 77,1         | 99,7         | 106,3       | 132,0       | 93,3        | 66,8        | 97,5        | 73,2        | 107,4       | 106,3        | 54,6         | 199,2    | 338,0    | 257,6    | 286,9    | 1 081,7 |
| Giorni di pioggia                | 6            | 6            | 8            | 9           | 10          | 9           | 6           | 8           | 6           | 7           | 8            | 6            | 18       | 27       | 23       | 21       | 89      |
| Umidità relativa media (%)       | 78           | 76           | 69           | 73          | 74          | 74          | 74          | 73          | 74          | 77          | 80           | 80           | 78       | 72       | 73,7     | 77       | 75,2    |
| Pressione a 0 metri s.l.m. (hPa) | 1 019        | 1 017        | 1 016        | 1 014       | 1 015       | 1 016       | 1 016       | 1 015       | 1 018       | 1 020       | 1 016        | 1 017        | 1 017,7  | 1 015    | 1 015,7  | 1 018    | 1 016,6 |
| Vento (direzione-m/s)            | N 3,3        | N 3,3        | N 3,4        | N 3,5       | N 3,3       | N 3,2       | N 3,1       | N 3,0       | N 3,1       | N 3,1       | N 3,4        | N 3,3        | 3,3      | 3,4      | 3,1      | 3,2      | 3,3     |

### Idrografia

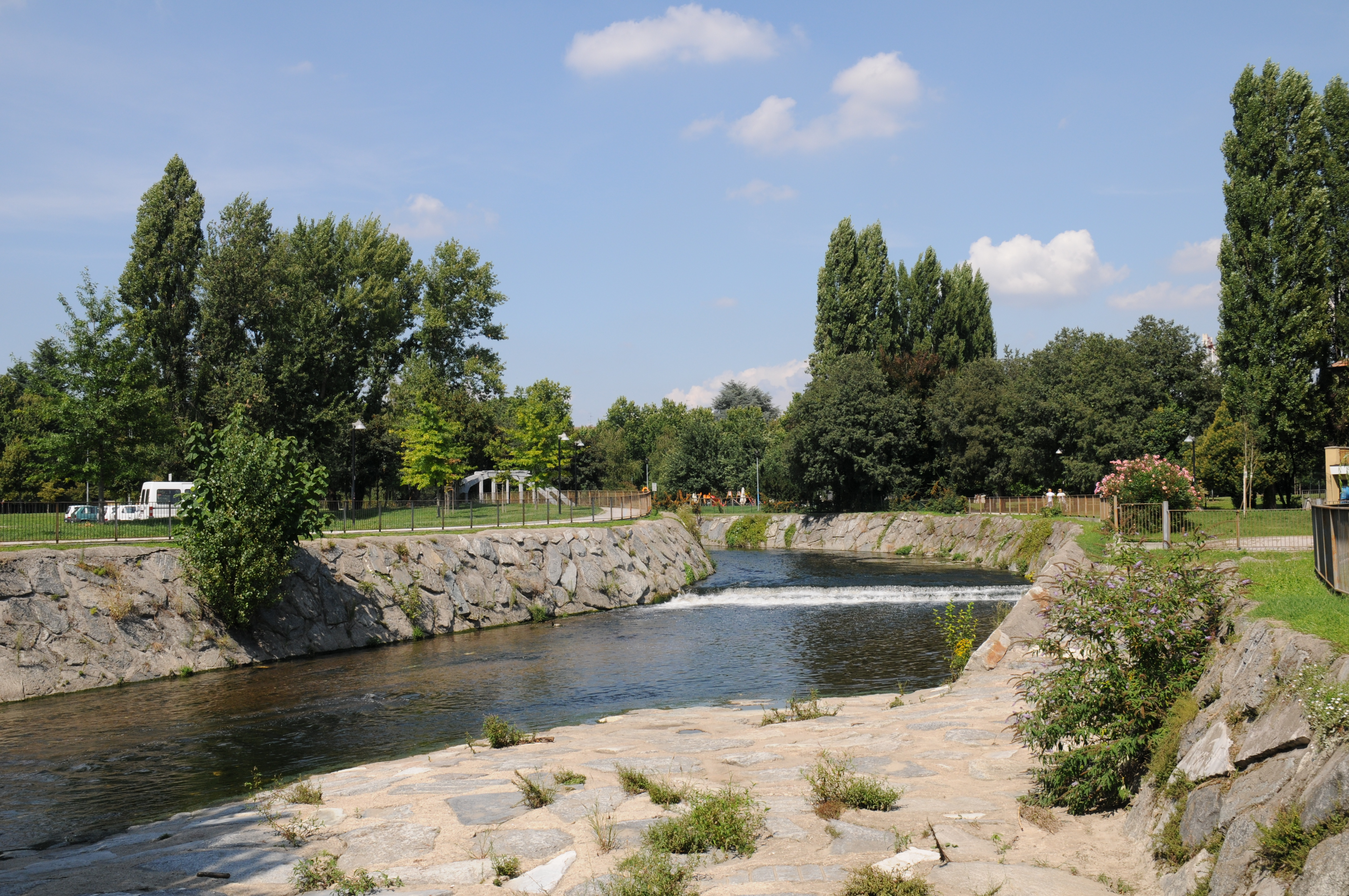
L'Olona a Legnano

Canegrate è lambita dal fiume Olona, il cui corso segna il confine con il comune di San Vittore Olona. È stato uno dei fiumi più inquinati d'Italia, anche se la qualità delle acque sta gradualmente migliorando. A Canegrate è presente uno degli svariati depuratori dell'Olona. Oggi, grazie alla costruzione di canali scolmatori, le esondazioni sono diventate eventi rari.

## Origini del nome
Nonostante una diffusa etimologia popolare, ripresa dallo stemma del comune (un cane dietro una grata), il nome della località non ha nulla a che vedere con i cani o con le grate. Il suffisso -ate è tipico di numerosi toponimi, soprattutto lombardi, e ciò che resta privando il nome di tale suffisso, è Cà negrate, cioè "Case annerite".
Un'altra ipotesi relativa al nome della cittadina lo fa risalire al sostantivo latino Cannetulatae, derivante a sua volta dal vocabolo latino Cannetum ("canneto"), che sta a simboleggiare la caratteristica ambientale che era presente alcuni secoli or sono. Altri studiosi invece pensano che derivi dalla più antica radice celtica Cannicus: alcuni reperti archeologici testimonierebbero la presenza celtica nell'area in questione.
Una terza ipotesi afferma che il nome del paese derivi dal nome di persona gallico Cannicus, risalente al XIII secolo.

## Storia

### La cultura di Canegrate
Nel 1926, presso il rione Santa Colomba, vennero alla luce alcuni reperti archeologici, a questi primi ritrovamenti non fu data molta importanza all'epoca, fino agli anni cinquanta, quando tra il marzo 1953 e l'autunno 1956 furono fatti lavori di scavo per il recupero di altri oggetti: fu scoperta una necropoli di circa 200 tombe, di cui alcune a fossa semplice ed altre a fossa rivestita di pietra e ciottoli, oltre a numerosi oggetti in bronzo. Il sito risultava essere uno dei più grandi dell'Italia settentrionale, venne fatto risalire al 1200 a.C. e classificata tra la media e la recente Età del bronzo.
Inoltre vennero rinvenute ceramiche simili ad altre in uso all'epoca a nord oltre le Alpi, probabilmente era una popolazione di guerrieri proveniente dall'Europa centrale, scesa in Pianura Padana attraverso i valichi alpini svizzeri ed il Canton Ticino e si pensa ad una continuità linguistica del canegratese anche durante l'Età del ferro.

### Origini medievali del borgo
A partire dal IV secolo d.C. si verificò in tutta la regione un progressivo calo demografico e il conseguente spopolamento delle campagne fece ingenti danni alla produzione agricola, fattore che contribuì alla caduta dell'Impero romano d'Occidente (476 d.C.). Dopo l'invasione dei Goti nel 533, la zona di Canegrate venne conquistata dai Longobardi nel 568 e Milano fu occupata nel settembre del 569.
Dal 774 all'888 il territorio di Canegrate fece parte dell'impero carolingio; durante questi anni possiamo immaginare il paese come un piccolo villaggio costituito da case in argilla attorno alle quali si estendevano coltivazioni di cereali, ortaggi e viti. Successivamente Canegrate venne compresa prima nel contado di Burgaria e poi nel contado del Seprio, due delle "contee" in cui venne diviso il territorio di Milano nel Basso Medioevo.
La cittadina venne rasa al suolo da Ottone Visconti nel 1287 nell'ambito della guerra contro i Torriani che di fatto possedevano proprietà terriere a Canegrate. Nel 1261 i canonici agostiniani della chiesa di San Giorgio presso Legnano stipularono la permuta dei loro beni in questa zona, tra cui una cascina denominata Meraviglia, cognome ricorrente nei secoli successivi. Nel 1261 i Torriani vennero in possesso di succinti beni nel territorio ma ne rimasero proprietari solo sino al 1277.
Negli Statuti delle acque e delle strade del contado di Milano fatti nel 1346 risulta che Canegrate, definita come "el locho da Canegrà", faceva parte della pieve di Parabiago. Al paese competeva la manutenzione della "strata da Rò".

### La moderna Canegrate
Alla fine del XVIII secolo l'attività principale di Canegrate era l'agricoltura ed in particolare la viticoltura: i vigneti ricoprivano infatti circa il 75% del territorio. Nei decenni successivi cominciò a comparire la bachicoltura, che piano piano prese il posto della coltivazione della vite. Nel XIX secolo però il baco da seta subì nel territorio una grave epidemia, che assieme all'aumento dei canoni di affitto terrieri e dei dazi sui prodotti di prima necessità, inflissero un duro colpo alle attività rurale del paese.
Nel 1809, con il decreto "4 novembre 1809 a" emanato da Napoleone Bonaparte, il comune limitrofo di San Giorgio su Legnano venne soppresso ed inglobato nel comune di Canegrate.
Nel 1832, Giovanni Battista Rampoldi, nella sua Corografia dell'Italia descrive così il paese di Canegrate:
 Nel 1901 Canegrate balzò agli onori della cronaca per i tumulti che investirono il territorio lombardo, in particolare quello della provincia di Milano. Alcuni coloni alle dipendenze del duca Giuseppe Visconti di Modrone si ribellarono alle sue pretese economiche e occuparono il palazzo del duca, provocando svariati danni.
Solo nel secondo dopoguerra Canegrate conosce una ripresa economica: lentamente abbandonata l'attività agricola e stanziatasi ormai una cultura più industriale, sorsero industrie meccaniche e calzaturiere, che portarono nuovi posti di lavoro ed un conseguente aumento della popolazione.
Nel 1962 una parte di territorio del paese venne inglobata nel comune di San Giorgio su Legnano mentre un'altra parte di territorio del comune di San Giorgio su Legnano venne inglobata nel comune di Canegrate.

### Simboli
Lo stemma e il gonfalone sono stati concessi con decreto del Presidente della Repubblica dell'8 ottobre 1959.
Stemma
Lo stemma è un'arma parlante con l'immagine del cane che passa sulla pianura, posto dietro la grata d'argento, a richiamare il nome del Comune. È possibile che per la realizzazione della grata nello scudo si siano ispirati al blasone della famiglia lombarda dei Canegra, originari probabilmente di Canegrate, presente nello Stemmario Trivulziano a pagina 122.
Gonfalone
Il Comune ha un proprio gonfalone, partito di bianco e di azzurro, decorato con motivi argentati di rami e bacche, al centro del quale è posto lo stemma.

## Monumenti e luoghi d'interesse

### Architetture religiose

#### Chiesa parrocchiale Santa Maria Assunta
Edificio di inizio XX secolo, fu costruito su progetto dell'ing. Arturo Maggi, a partire dal 1936 e consacrato il 15 agosto 1938. La chiesa è di mole imponente (60 m per 26 m) ed è realizzata con mattoni a vista; internamente è costituita da una navata centrale con soffitto a volta e due navate laterali, sulle quali si aprono quattro cappelle, di cui una adibita a battistero.

#### Chiesa di Santa Colomba

La Chiesa di Santa Colomba

Posta in contrada S. Colomba (prossima al confine di Legnano e San Giorgio), è dedicata a Santa Maria del Carmine. Il Tempio viene citato una prima volta nel XIII secolo da Goffredo da Bussero nel Liber notitie Sanctorum mediolanensis: "…de Sancta Columba est ecclesia in loco Canegrate…"; all'epoca era sede della confraternita del Santissimo Sacramento. Notizie più precise giungono dal cardinale Carlo Borromeo, che la vide durante la visita pastorale del 17 ottobre 1566, descrivendola ad unica navata rettangolare, abside semicircolare con copertura in cotto a "guscio di tartaruga", pareti affrescate, pavimentazione in mattoni e campanile con campana, indicandola come dedicata alla Circoncisione di Nostro Signore Gesù Cristo, con festività il 1º gennaio.

#### Chiesa antica di Santa Maria Assunta

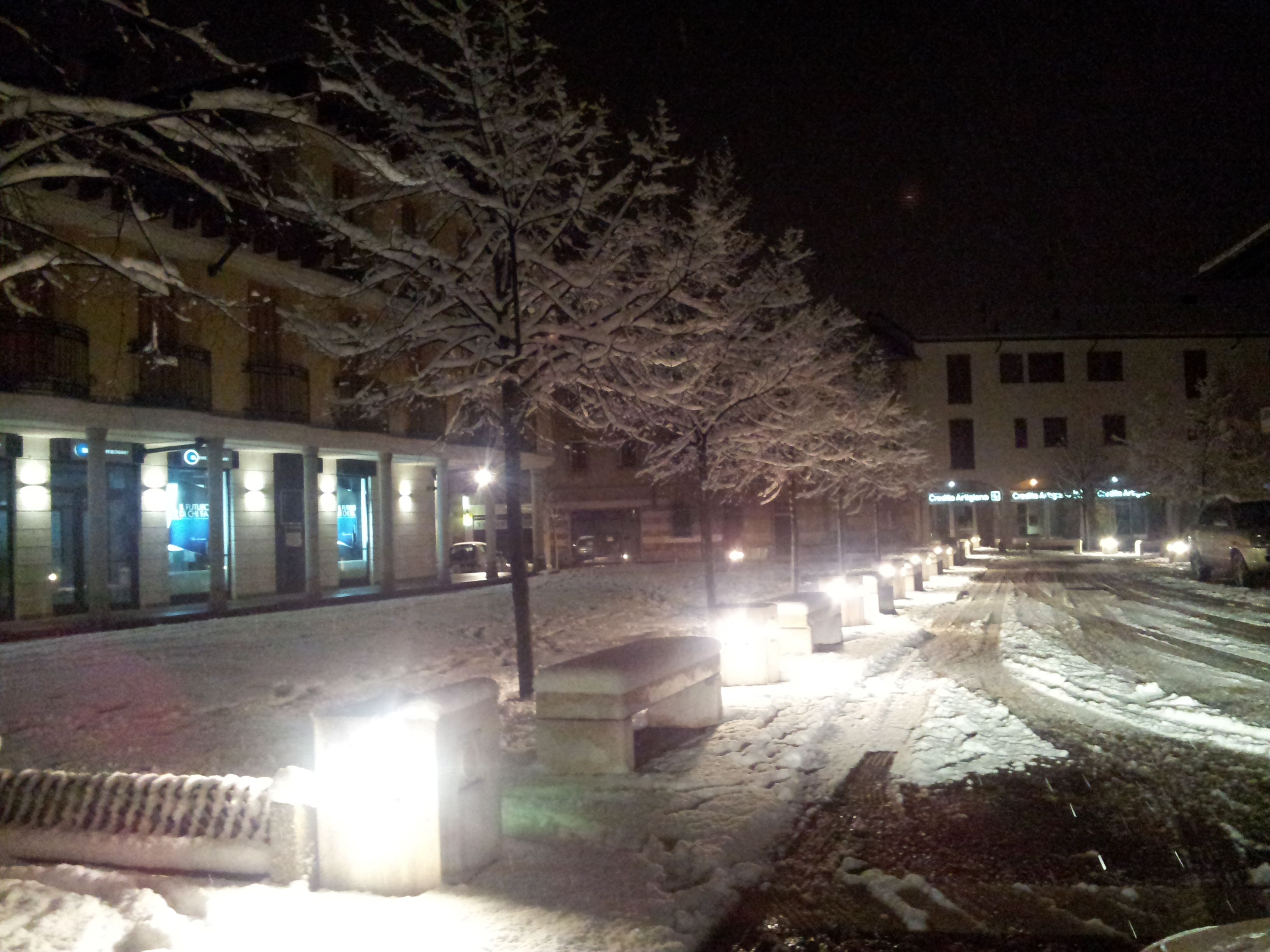
Piazza Matteotti sotto la neve nel febbraio 2013

Situata in piazza Matteotti, la piazza centrale del paese, ha una datazione incerta. Probabilmente un'antica chiesa esisteva da prima del 1200, ma intorno al 1570 ne venne costruita un'altra sull'antico cimitero, dato che da un documento redatto a Busto Arsizio in quegli anni, un certo Meraviglia di Canegrate donava alcuni beni alla Chiesa. Sul lato est dell'edificio è riportata la data 1588, probabile ristrutturazione o ampliamento, mentre un'altra scritta situata sull'ala ovest riporta l'anno 1755, forse quando fu allestito l'intonaco esterno.

### Architetture civili

#### Palazzo Visconti-Castelli
Il complesso di Palazzo Visconti-Castelli è costituito da due corpi di fabbrica congiunti, di cui il più antico è quello rivolto verso nord: Villa Gallarati-Meraviglia è risalente alla fine del XVIII secolo, in origine dimora dei nobili Meraviglia, è passata poi in mano ai Gallarati; successivamente venne ceduta alla famiglia Castelli, la quale era già dal 1699 proprietaria di oltre metà del territorio canegratese, che edificò la parte più recente. L'intero complesso rimase di proprietà Castelli fino al 1853, quando fu venduta ai Visconti di Modrone, che a loro volta lo vendettero all'industriale Piantanida nel 1920: da quel momento subì varie trasformazioni e usi, fino al frazionamento dell'immobile in vari appartamenti. Con la stesura dell'ultimo piano urbanistico, il comune di Canegrate ha posto sugli edifici il vincolo storico ed il diritto di prelazione in suo favore, con l'intento di acquistarlo e restaurarlo.

### Aree naturali
I boschi ed i prati nei pressi della contrada Baggina e del quartiere Valverde, detti "boschi della Ca' Litta", fanno parte del Parco del Roccolo. Istituito nel 1991 tra i comuni di Parabiago, Busto Garolfo, Casorezzo, Arluno, Canegrate e Nerviano (dal 1997), riconosciuto tale nel 1994 dalla Lombardia, si estende per circa 15.000.000 di m2, ed è atto alla difesa di fauna, flora e attività agricole locali. Viene caratterizzato dalla presenza di specie arboree autoctone (quercia, ciliegio, pino silvestre) ed altre specie introdotte dall'uomo (robinia, castagno, quercia rossa, prunus serotina); è in progetto una sua estensione fino all'Oasi WWF del bosco di Vanzago.
Dal marzo 2008 il comune è interessato nella zona delle Cascinette dal PLIS dei Mulini, che dal Parco Castello di Legnano, scenderebbe lungo le rive del fiume Olona, attraversando anche i comuni di San Vittore Olona e Parabiago, fino al Monastero degli Olivetani di Nerviano.

### Altri edifici rilevanti

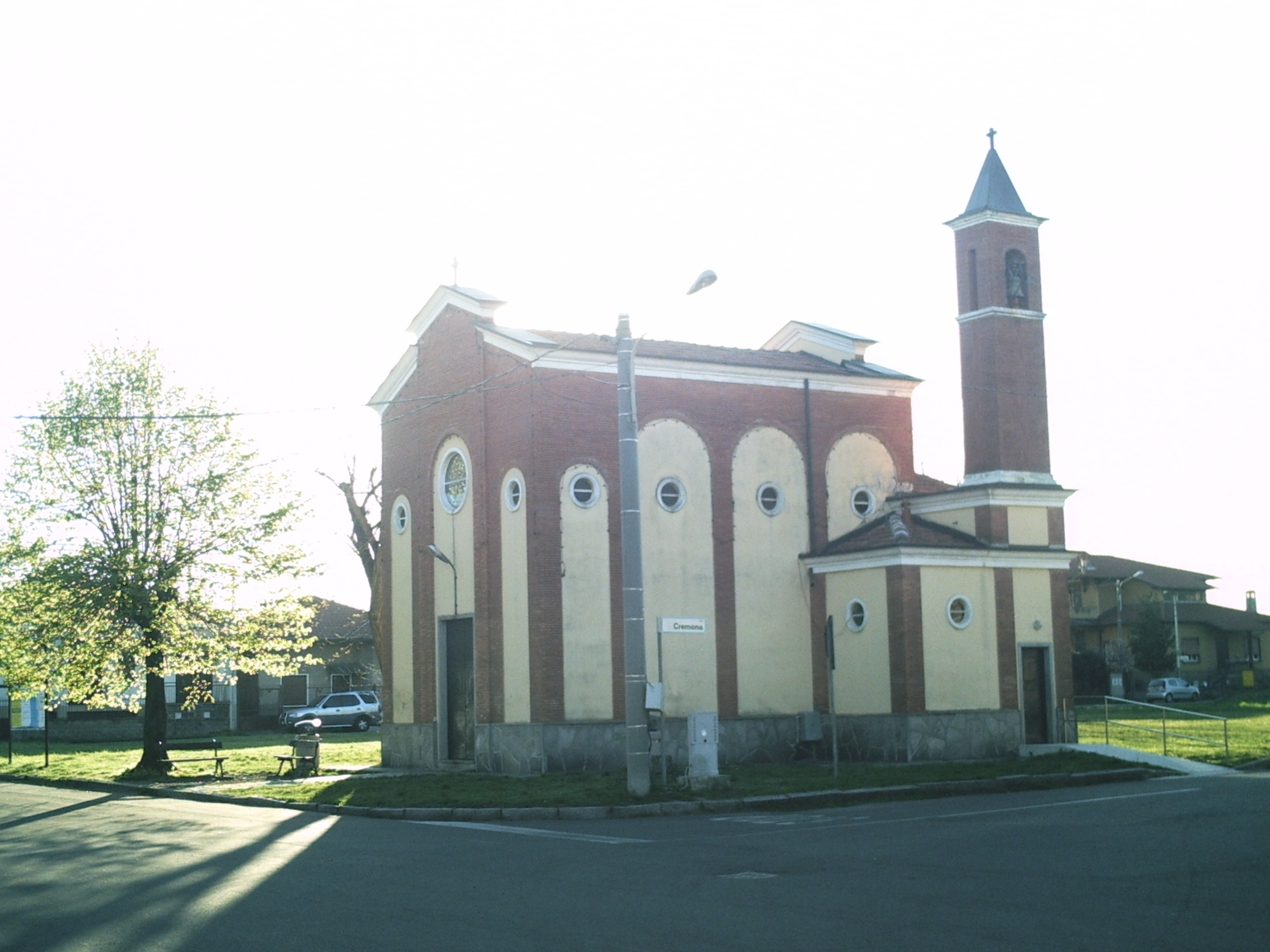
La chiesetta di S. Antonio in contrada Baggina

- Chiesa di San Pietro (contrada Cascinette): in passato esisteva sul luogo un piccolo oratorio campestre ma fu demolito nel 1618 su ordine del cardinale Federico Borromeo; quella esistente è di costruzione contemporanea.
- Chiesetta di Sant'Antonio (contrada Baggina): fatta erigere nel 1677 da Giovanni Castelli nei pressi della Cascina Baggina (ora scomparsa).
- Sul territorio esistevano altre chiese che furono demolite: San Vincenzo, San Nazario e San Michele.
- Casa dell'acqua a fianco del municipio (ex scuola e colonia elioterapica).

## Società

### Evoluzione demografica
Abitanti censiti

### Etnie e minoranze straniere
Al 1º gennaio 2018 gli stranieri residenti nel comune di Canegrate sono in totale 926, il 7,4% di tutta la popolazione. Tra le nazionalità più rappresentate troviamo:
1. Romania, 114
2. Albania, 103
3. Marocco, 95
4. Cina, 91
5. Ucraina, 83
6. Perù, 47
7. Ecuador, 46
8. Pakistan, 36
9. Tunisia, 36
10. Costa d'Avorio, 31

### Istituzioni, enti e associazioni
Canegrate nel passato aveva un ospedale, come descritto nella letteratura medica. Tuttavia, l'ospedale più vicino è quello di Legnano.

### Qualità della vita
Nella classifica dei "Comuni Ricicloni" 2010 di Legambiente Canegrate figura al 111º posto tra i comuni sopra i 10 000 abitanti
nel nord Italia con un indice di raccolta differenziata del 62,5%; Nel 2011 la posizione in classifica non cambia ma l'indice di raccolta differenziata sale al 63%

## Cultura

### Istruzione
Il paese dispone di 1 scuola materna statale, 1 scuola elementare statale ed 1 scuola media statale.
Per l'istruzione di tipo superiore è stata presente una sede distaccata del Liceo Scientifico e Linguistico "Claudio Cavalleri" di Parabiago chiusa però nel 2016.
Non vi sono sedi universitarie.

### Media

#### Stampa
A livello di stampa, la città è coperta dal settimanale L'Altomilanese, che le dedica una facciata, mentre altri quotidiani presenti nella vicina Legnano, come Il Giorno o il Settegiorni, offrono spesso notizie riguardanti Canegrate.

#### Televisione
A Canegrate sono inoltre presenti dei ripetitori di Tele NBC, rete televisiva gestita dal parroco di Sant'Ilario Milanese, frazione di Nerviano, Giancarlo Guerreschi.

### Cucina
Importante per la cucina locale è la torta di Canegrate, una torta a base di pane, uvetta, pinoli e cacao.

## Geografia antropica

### Urbanistica
Il Comune di Canegrate non comprende frazioni.

### Suddivisioni storiche
Il comune di Canegrate era diviso in contrade o quartieri:
- la Contrada Baggina oltre la stazione fino al confine con Busto Garolfo, il più grande dei rioni storici, che talvolta viene considerato come Il Centro della cittadina;
- il più moderno e residenziale Quartiere Valverde, situato ai margini dei boschi del Roccolo in direzione di Ravello e Parabiago;
- la Contrada Santa Colomba, sul confine con Legnano che comprende l'oratorio Maria Immacolata, la chiesa Parrocchiale e l'asilo delle Suore di San Giuseppe Benedetto Cottolengo;
- la Contrada delle Cascinette, lungo l'Olona, nei pressi di San Vittore Olona.

## Economia
| Settore                                                    | Numero attività (2005) | Numero addetti (2005) |
| ---------------------------------------------------------- | ---------------------- | --------------------- |
| Industrie                                                  | 22                     | 670                   |
| Artigianato                                                | 384                    | 488                   |
| Commercio                                                  | 91                     | -                     |
| Somministrazione di alimenti e bevande                     | 30                     | 88                    |
| Acconciatura, estetista, esecuzione di tatuaggi e piercing | 28                     | 45                    |

## Infrastrutture e trasporti

### Ferrovie
Canegrate è dotata di una stazione lungo la ferrovia Domodossola-Milano, in cui si fermano prevalentemente i treni della linea S5 del servizio ferroviario suburbano di Milano.

### Mobilità urbana
Canegrate non ha un servizio di trasporto locale. Tuttavia è collegata con i paesi limitrofi con quattro linee di trasporto pubblico, gestite da MOVIBUS: z605, z611, z619 e z643

## Amministrazione
La città di Canegrate non è gemellata con nessun'altra città del mondo.
Nella tabella sono elencati gli ultimi amministratori di Canegrate.

### Amministrazioni durante il Regno d'Italia
| Periodo | Periodo | Primo cittadino                                                              | Partito | Carica                   | Note |
| ------- | ------- | ---------------------------------------------------------------------------- | ------- | ------------------------ | ---- |
| 1866    | 1868    | Vincenzo Gajo                                                                |         | Sindaco                  |      |
| 1868    | 1870    | Felice Parini                                                                |         | Sindaco - ff             |      |
| 1870    | 1890    | Angelo Leoni                                                                 |         | Sindaco                  |      |
| 1890    | 1891    | Angelo Rimoldi                                                               |         | Assessore Anziano - ff   |      |
| 1891    | 1896    | Angelo Leoni                                                                 |         | Sindaco                  |      |
| 1896    | 1898    | Antonio Guzzi                                                                |         | Sindaco                  |      |
| 1898    | 1899    | Davide Re Fraschini                                                          |         | Assessore Anziano - ff   |      |
| 1899    | 1903    | Alfredo Guzzi                                                                |         | Sindaco                  |      |
| 1903    | 1904    | Giacomo Parini                                                               |         | Assessore Anziano - ff   |      |
| 1904    | 1905    | Giacomo Parini                                                               |         | Sindaco                  |      |
| 1905    | 1907    | Alfredo Guzzi                                                                |         | Sindaco                  |      |
| 1907    | 1907    | Clemente Morelli                                                             |         | Assessore Anziano - ff   |      |
| 1907    | 1908    | Francesco Leoni                                                              |         | Assessore Anziano - ff   |      |
| 1908    | 1909    | Francesco Leoni                                                              |         | Sindaco                  |      |
| 1909    | 1910    | Severino Bollati                                                             |         | Assessore Anziano - ff   |      |
| 1910    | 1915    | Alfredo Guzzi                                                                |         | Sindaco                  |      |
| 1915    | 1922    | Piero Leoni                                                                  |         | Assessore Anziano - ff   |      |
| 1922    | 1923    | Siro Re Fraschini Giancarlo Puricelli Giovanbattista Raimondi                |         | Sindaco Comm. pref.      |      |
| 1923    | 1930    | Osvaldo Testa                                                                | PNF     | Sindaco, poi Podestà     |      |
| 1930    | 1933    | Alberto Vallini                                                              | -       | Comm. pref.              |      |
| 1933    | 1937    | Ernesto Castiglioni                                                          | PNF     | Podestà                  |      |
| 1937    | 1941    | Primo Colombo                                                                | PNF     | Comm. pref., poi Podestà |      |
| 1941    | 1945    | Umberto Vallerini Giuseppe Mario Bertacco Angelo Garbagnati Francesco Crespi | -       | Comm. pref.              |      |

### Amministrazioni durante l'Italia repubblicana
| Periodo | Periodo   | Primo cittadino       | Partito                                             | Carica       | Note          |
| ------- | --------- | --------------------- | --------------------------------------------------- | ------------ | ------------- |
| 1945    | 1946      | Siro Re Fraschini     | PCI                                                 | Sindaco      |               |
| 1946    | 1956      | Mario Gerola          |                                                     | Sindaco      |               |
| 1956    | 1966      | Bruno Meraviglia      |                                                     | Sindaco      |               |
| 1966    | 1975      | Michele Cantoni       |                                                     | Sindaco      |               |
| 1975    | 1980      | Mario Massagrandi     |                                                     | Sindaco      |               |
| 1980    | 1981      | Galdino Marrari       | PCI                                                 | Sindaco - ff |               |
| 1981    | 1984      | Ampelio Ercilli       |                                                     | Sindaco      |               |
| 1984    | 1984      | Domenico Lerro        | -                                                   | Comm. pref.  |               |
| 1984    | 1987      | Galdino Marrari       | PCI                                                 | Sindaco      | [ 45 ]        |
| 1987    | 1989      | Bruno Cassani         | DC                                                  | Sindaco      | [ 45 ]        |
| 1989    | 1992      | Galdino Marrari       | PCI, poi PDS                                        | Sindaco      | [ 45 ]        |
| 1992    | 1992      | Bruno Cassani         | DC                                                  | Sindaco      | [ 45 ]        |
| 1992    | 1994      | Giorgio Bienati       | PPI e PDS                                           | Sindaco      | [ 46 ]        |
| 1994    | 1998      | Silvano Biagiotti     | Per Canegrate (centro-sinistra)                     | Sindaco      | [ 47 ] [ 48 ] |
| 1998    | 2002      | Alberto Raimondi      | l'Ulivo                                             | Sindaco      | [ 49 ] [ 50 ] |
| 2002    | 2007      | Orazio Zoccarato      | l'Unione                                            | Sindaco      | [ 51 ] [ 52 ] |
| 2007    | 2012      | Valter Enrico Cassani | Uniti nel centrosinistra                            | Sindaco      | [ 53 ] [ 54 ] |
| 2012    | 2017      | Roberto Colombo       | Canegrate Insieme (lista civica di centro-sinistra) | Sindaco      | [ 56 ] [ 57 ] |
| 2017    | 2022      | Roberto Colombo       | Canegrate Insieme (lista civica di centro-sinistra) | Sindaco      | [ 58 ]        |
| 2022    | in carica | Matteo Modica         | Canegrate Insieme (lista civica di centro-sinistra) | Sindaco      | [ 59 ]        |

Il 13 maggio 2013 venne istituito il registro delle unioni civili, diventando il 139º comune ad averne uno.

## Sport
Ha sede nel comune la società di calcio Canegrate & O.S.L, che ha disputato campionati dilettantistici regionali.
Fondata nel 1976, la società di Basket Canegrate femminile partecipa al Campionato Nazionale di Serie A3 2019-2020
Il comune nel 2007 ha ospitato il X campionato mondiale di minigolf, per le categorie donne, uomini, nazionali femminili e nazionali maschili.

### Impianti sportivi
- Centro Sportivo "Sandro Pertini", via Terni
- Centro Sportivo "Falcone e Borsellino", via Toti
- Tensostruttura, via dei Partigiani
- Centro sportivo "Don Milani", via Toti n. 67